# Paracycloptera grandifolia
Paracycloptera grandifolia är en insektsart som först beskrevs av Brunner von Wattenwyl 1895.  Paracycloptera grandifolia ingår i släktet Paracycloptera och familjen vårtbitare. Inga underarter finns listade i Catalogue of Life.